# Nemastylis tenuis
Nemastylis tenuis là một loài thực vật có hoa trong họ Diên vĩ. Loài này được (Herb.) S.Watson miêu tả khoa học đầu tiên năm 1883.